# بوهة فرعونية
البوهة الفرعونية أو البوهة الصحراوية او البومة النسارية الصحراوية (الاسم العلمي: Bubo ascalaphus) هي طائر جارح ليلي من فصيلة البوم الحقيقي من جنس البومات القرناء.

## الوصف
طول البوهة الفرعونية 46-50 سم.

## المظهر
لون هذا البوم ذهبيّ ونقاط جسمه بنية وبيضاء، وأما العيون برتقالية أو صفراء، النقاط الموجودة على رأسه سوداء وبيضاء.

## المسكن
نجد البوهة الفرعونية في  الجزائر،  تشاد،  مصر،  إرتريا،  العراق،  فلسطين،  الأردن،  الكويت،  ليبيا،  مالي،  موريتانيا،  المغرب،  النيجر،  عُمان،  قطر،  المملكة العربية السعودية،  السنغال،  السودان،  تونس،  الإمارات العربية المتحدة،  المغرب. 